# Gulyás Gyula (szobrász)
| Meghalt Gulyás Gyula. 2008.02.14. Ezenanapon.hu | Meghalt Gulyás Gyula. 2008.02.14. Ezenanapon.hu |
| Kattints az alábbi külső linkek egyikére!       | Kattints az alábbi külső linkek egyikére!       |
| ----------------------------------------------- | ----------------------------------------------- |
| Nem található szabad kép.(?)                    |                                                 |
| külső link · jogvédett                          | Gulyás Gyula                                    |

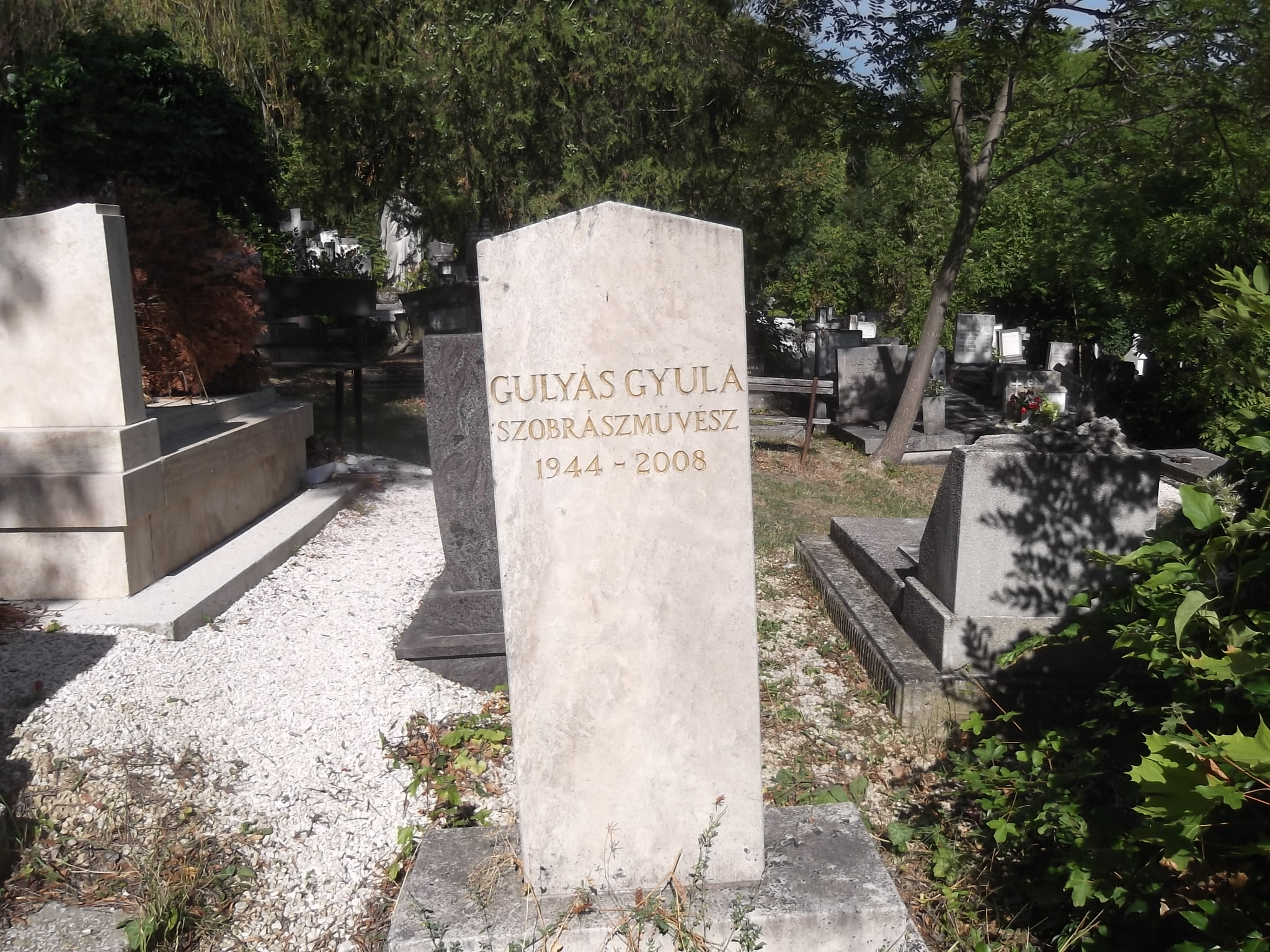
Gulyás Gyula sírja a Farkasréti Temetőben

Gulyás Gyula (Miskolc, 1944. június 3. – Budapest, 2008. február 14.) Kossuth-díjas (2007) magyar szobrász.

## Pályafutása
Autodidakta művészként indult, nem járta végig az akadémikus oktatás lépcsőit, se képzőművészeti gimnáziumba, se főiskolára nem került, csak képzőművészeti köröket látogatott. Ekkoriban ismerkedett meg Gyarmathy Tihamérral és rajta keresztül az akkor induló fiatal neoavantgárd művészekkel, Hencze Tamással, Pauer Gyulával, majd rövidesen Vilt Tiborral is, akinek „felfedezettje” és tanítványa lett. Korai művei a minimal art a koncept art és a konstruktivizmus  jegyében születtek. 1968-ban készítette első jelentős nonfiguratív, az organikus és a minimalista formavilágot a kocka geometrikus alakjában egyesítő tekervény című kisplasztikáját. Az 1970-es években szobrász alkotótelepeken dolgozott, itt születtek első monumentális munkái (Hegybevarrás, 1971, Villány ; Brigád/Csoport, 1979, Dunaújváros )
1973-ban készül Utcakő sorozata, (Beke László Utcakövek-sírkövek című felhívása nyomán) amelynek darabjait részben a Balatonboglári kápolnatárlatokon, részben a Vilt Tiborral közösen rendezett kiállításon mutatja be a Petőfi Irodalmi Múzeumban. A korszak számos művészét megihlető, a forradalmak emlékét idéző motívumban szerencsésen ötvöződnek a konceptuális és a minimalista törekvések kínálta megoldások. A 70-es évek közepétől Vilt hatására indul, és az 1980-as évekre teljesedik ki portrészobrászata. A virtuóz mintázásról és kiváló karakterérzékről tanúskodó, a Pop-art jegyeit magukon hordozó emlékmű jellegű, festett gipszből készült portrék e műfajt művei kapcsán új megvilágításba helyezik (Scheiber Hugó, 1983; Marilyn Monroe 1984 ; Andy Warhol 1984; ). Az 1990-es évek elején készült Marilyn Monroe sorozat bizonyos értelemben a szobrászat terén elért két évtizedes tapasztalatait összegzi. Római utazásai a 90-es évek derekától új színekkel gazdagítják művészetét. Grafikákat készít, amelyek az itáliai táj, a mediterráneum jellegzetes elemeiből építkeznek. Mindemellett folytatja portré és relief sorozatait.

## Egyéni kiállítások
- 1973 Kápolnatárlat Balatonboglár
- 1974 Petőfi Irodalmi Múzeum, Budapest ( Vilt Tiborral)
- 1975 Térformák, ( Kass Jánossal és Vilt Tiborral) Kulturális Kapcsolatok Intézete Kiállítóterem , Budapest
- 1978 Neep Galerie (Haász Istvánnal) Berlin
- 1978 Francia Intézet (Hencze Tamással) Budapest
- 1981 Portrékiállítás, Fészek klub Budapest
- 1984 Gipsz és festék, (Hencze Tamással) Fészek klub, Budapest
- 1987 Portrék, Írók Háza, Szombathely
- 1990 Marilyn Monroe, Dorottya u. Galéria, Budapest
- 1991 Magyar Kulturális Intézet, Helsinki
- 1994 Marilyn Monroe, Hotel Kempinski, Budapest
- 1994 Marilyn Monroe, Budai Várkert Casino
- 1994 Marilyn Monroe, Pécsi Galéria, Pécs
- 1994 Osita Antica, Fészek Galéria, Budapest
- 1994 Ventura di Roma, Rácz Galéria, Budapest
- 1997 Fuoco-Tűz, Magyar Akadémia Róma
- 1999 Acqua et Helios, 1996-1999, Ludwig Múzeum Budapest
- 2007 '56, Budapest Galéria, Budapest

## Alkotásai

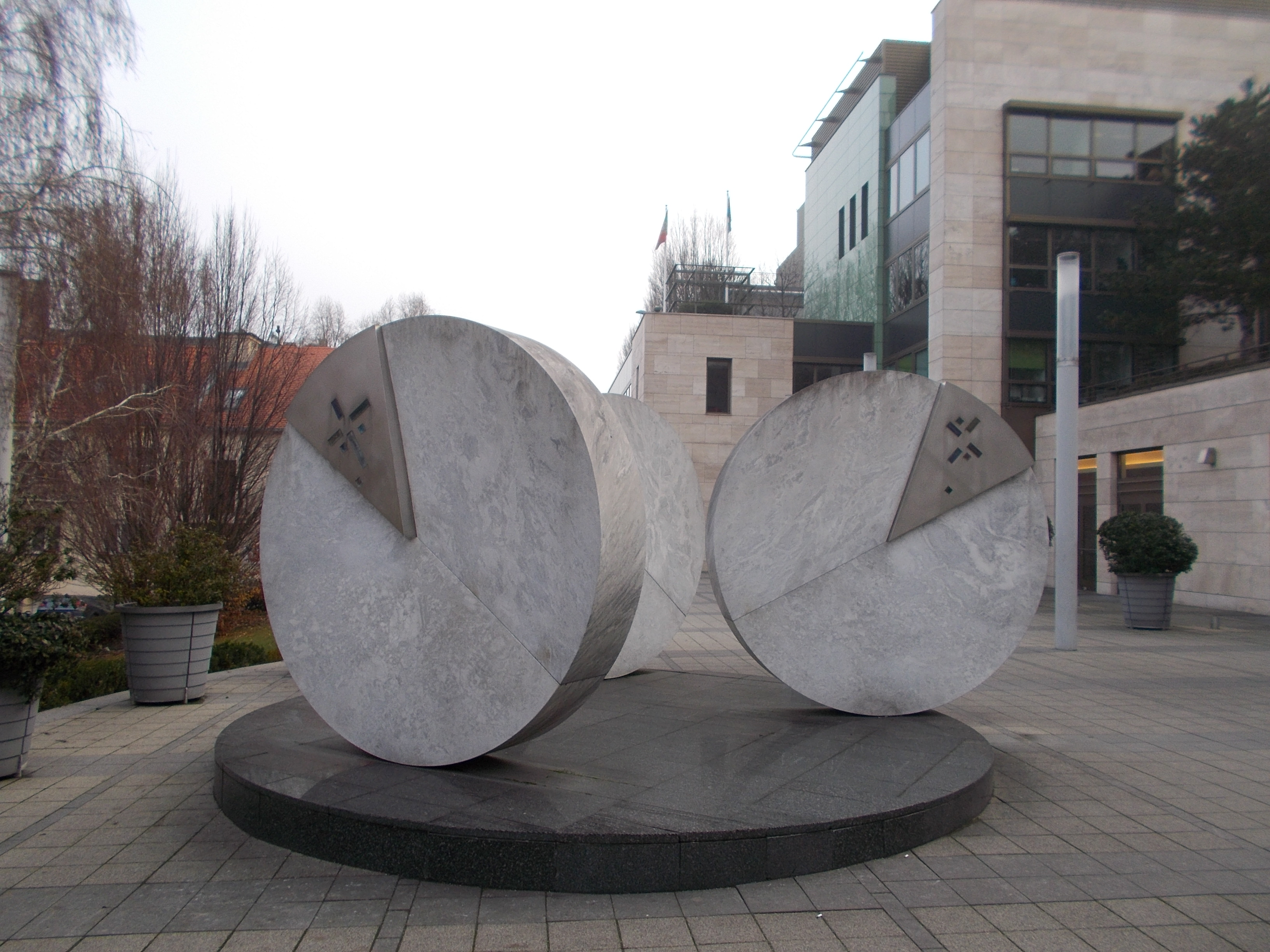
Üzenet a jövőnek (2001)

### Köztéren
- Csoport( acél, előlemez, 1979, Dunaújváros, Szoborpark)
- Térplasztika (1983, XXI. ker. Ált. Isk.)
- Móricz Zsigmond ( büszt, 1987, Kazincbarcika, Móricz Zsigmond lakótelep)
- Radnóti Miklós (büszt, 1988, Kazincbarcika, Radnóti Miklós lakótelep)
- Ilyés Gyula (büszt, 1992, Ozora)
- Érdy János-emléktábla  ( 1998, Székesfehérvár, Romkert)
- Márai Sándor (büszt, 2001, Budapest)
- Márai Sándor (büszt, 2006, Salernó)

### Közgyűjteményekben
- Szent István Király Múzeum, Székesfehérvár
- Janus Pannonius Múzeum, Pécs
- Magyar Nemzeti Galéria, Budapest
- Modern Múzeum, Lódz
- Ludwig Múzeum, Budapest
- Sweden and Drottingholm Palace, Stockholm

## Filmek
- Fitz P.- Kálmán J. : Az utcakőtől Marilynig., MTV 1991.